# オーワ (愛知県)
株式会社オーワ（英: Ohwa Co., Ltd.）は、愛知県岡崎市に本社を置く企業である。タクシー事業、貸切バス事業、貨物運送事業、ホテル業などのほか、豊田市、安城市、知立市よりコミュニティバスの運行を委託されている。

## 事業内容
- タクシー事業
- 貸切バス事業
- 乗合バス事業
- 貨物運送事業
- ホテル業
- 飲食店業

## 事業所
- 本社（愛知県岡崎市）
- 岡崎オーワホテル（愛知県岡崎市）
- 足助営業所（タクシー・貸切バス）（愛知県豊田市）
- 浜松営業所（貸切バス）（静岡県浜松市中央区）
- 東京営業所（貸切バス）（東京都江戸川区）

## 運行路線
とよたおいでんバスの一部をのぞきmanaca（交通系ICカード全国相互利用サービス対応のICカードも含む）は利用できない。

### 豊田市
「とよたおいでんバス」：旧旭バスが運行。
- 稲武・足助線（快速いなぶ）
- 川口・飯野線
- 旭・新盛線
- 上郷・若林線（岡崎ナンバー車で運行）

### 安城市
「あんくるバス」：2017年10月に撤退。
- 2番系統 桜井線
- 5番系統 東部線
- 6番系統 西部線
- 8番系統 作野線
- 10番系統 循環線

### 知立市
「ミニバス」： 撤退済み。2018年現在は名鉄バスが運行。
- 4コース（ブルーコース）

### 送迎・シャトルバス
湯快リゾート送迎バス：予約制・運行受託。
- 名古屋駅 - 加賀温泉郷線

香嵐渓・小原四季桜シャトルバス：毎年11月のみの運行。
- 八草駅 - 香嵐渓、おばら四季桜の里

## 車両

### 小型バス
合計49台保有

### ボンネットバス
貸切バスとして使用可能なボンネットバス3台が在籍している。
- 1号車：いすゞBXD50・北村製作所 1967年製造 伊那バスから千曲バスを経て譲受したもので千曲バス由来のカラーリング[2]。
- 2号車：いすゞBXD30・富士重工業 1966年製造 四国交通からかずら橋タクシーを経て譲受したもので、オーワで譲受後にマルーンとクリーム色にカラーリング変更[2]。
- 3号車：いすゞBXD30・川崎 1963年製造 譲受後に1号車と同様のカラーリングに変更[3][4]。

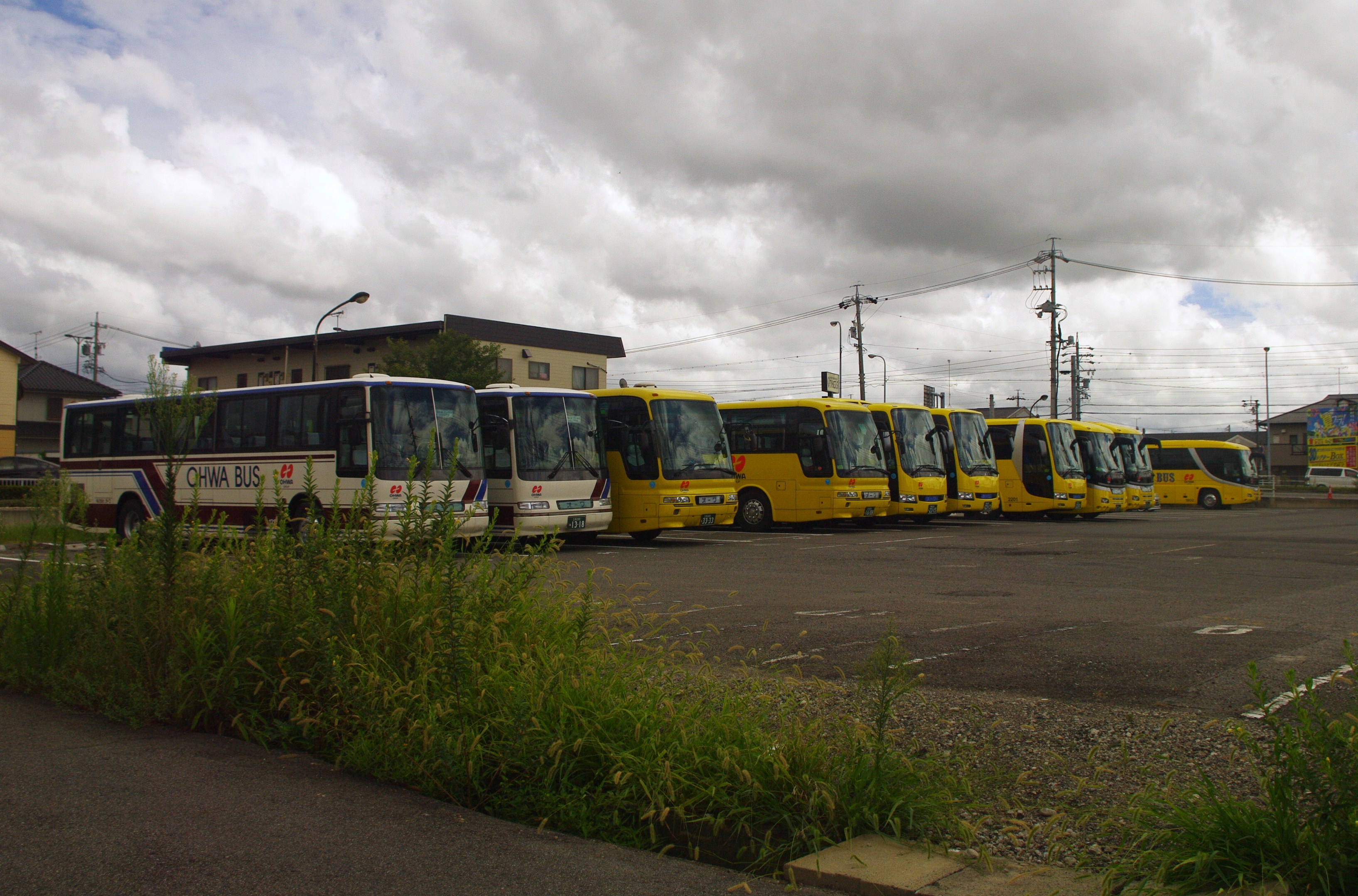
本社営業所の貸切バス
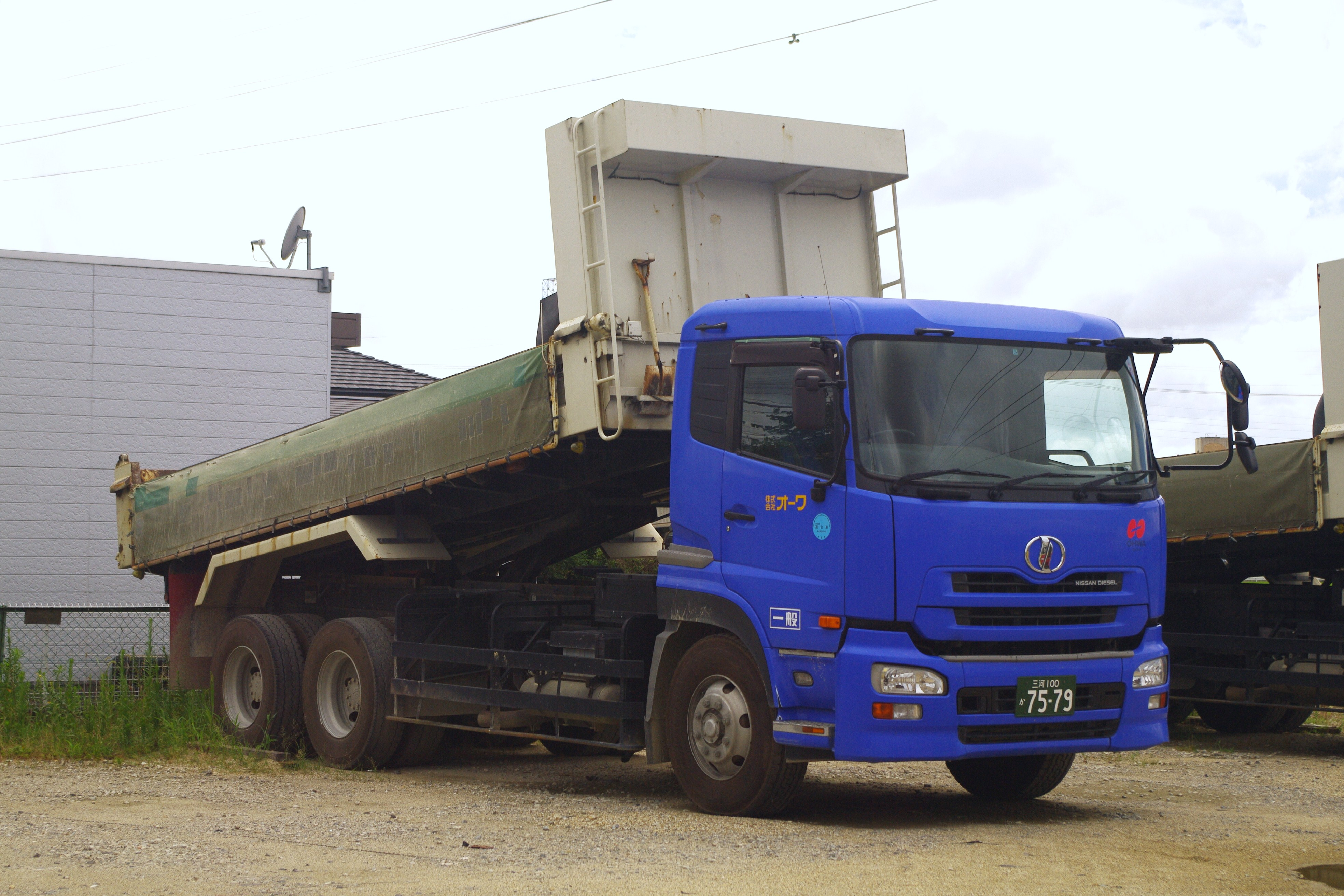
貨物運送部門のダンプカー

## 事故
2013年7月1日午後5時50分頃、オーワの所有する観光バスの男性運転手が、東名阪自動車道上り線を走行中に意識を失う事故が発生した。運転手は病院に運ばれたが、急性大動脈解離で死亡した。観光バスには31人が客として乗車していたが、このうち3人が協力して停車させ、乗客にけがはなかった。